# Obere Schwegelalm
Die Obere Schwegelalm (auch: Obere Schwegel-Alm) ist eine aufgelassene Alm auf dem Hochplateau der Reiter Alm auf dem Gebiet der Gemeinde Schneizlreuth.

## Bauten
Die Almbauten der Oberen Schwegelalm sind nicht mehr vorhanden. Im ehemaligen Almgebiet befindet sich noch eine Jagdhütte.

## Heutige Nutzung
Die Obere Schwegelalm ist aufgelassen und verfallen. Die Almlichte ist zugewachsen, die Waldweiden der Reiter Alm werden heute jedoch noch bestoßen.

## Lage
Die Obere Schwegelalm befindet sich im westlichen Teil der Reiter Alm, südwestlich des Bärenkarecks am Wachterlsteig. In südöstlicher Richtung liegt die Untere Schwegelalm.